# Сунсюн, Патрик
Патрик Сунсюн (англ. Patrick Soon-Shiong; род. 29 июля 1952, Гебеха, Восточно-Капская провинция) — южноафриканский и американский предприниматель, инвестор и врач.

## Биография

### Семья
Сведения о семье Патрика Сунсюна скудны и противоречивы. Его семья происходит из этнических хакка, эмигрировавших в Южную Африку из-за Второй Мировой войны.
Фамилия Сунсюн (Soon-Shiong) вероятнее всего происходит от личного имени отца Патрика, ошибочно интерпретированного при регистрации как фамилия — в китайских именах принят порядок «фамилия — имя». Известные братья, сёстры и дочь Патрика также носят эту фамилию. Собственное китайское имя Патрика однозначно неизвестно, обычно в его качестве называется Вон Хиньсён (хакка 黄馨祥 Vòng Hinsiòng), но также в китайских СМИ встречаются имена, фонетически подобранные к фамилии Soon-Shiong на основе мандаринского языка (頌雄 Sòngxióng) или языка хакка (淳菘 Sùnsiung).
Китайскую фамилию Патрика приводят как Вонг (黃 или 王, хакка Vòng) либо Чан (陳, хакка Chhṳ̀n). В качестве имени его отца разные СМИ упоминают «Чан Сунсюн» либо «Вонг Саукюнь» (黄兆君 Vòng Saukiûn), его вотчиной называют уезды Тойсан или Мойен в провинции Гуандун.

### Образование и карьера
Патрик Сунсюн родился в городе Порт-Элизабет, Южно-Африканский Союз. Он окончил Витватерсрандский университет, в 23 года получив степень бакалавра в медицине. Магистратуру Патрик закончил в 1979 году в университете Британской Колумбии. Впоследствии Патрик иммигрировал в США и поступил на курсы хирурга при UCLA, в 1984 году получив сертификат от коллегии хирургов. В 1980-е он был хирургом-трансплантологом при Школе медицины в UCLA.
В 1990-е и 2000-е Патрик Сунсюн работал в частных компаниях и занимался собственным бизнесом. В начале нулевых он разработал лекарство Abraxane, используемое в терапии некоторых видов рака.
В 2009 году Сунсюн вернулся в UCLA, став профессором микробиологии, иммунологии, молекулярной генетики и биоинженеринга. В 2010 Сунсюн в сотрудничестве с университетом штата Аризона и Аризонским университетом создал Healthcare Transformation Institute (HTI). В 2016 Сунсюн основал National Immunotherapy Coalition с целью объединить конкурирующие фармацевтические компании для совместной работы над препаратами против рака.

### Деятельность в СМИ и политике
В 2016-17 годах Сунсюн встречался с вице-президентом Джо Байденом и избранным президентом Дональдом Трампом для обсуждения американского здравоохранения. Также семья Сунсюна была одним из крупных доноров для президентской кампании Хиллари Клинтон в 2016 году.
В 2018 году Сунсюн купил газеты Los Angeles Times и The San Diego Union-Tribune. В период его управления некоторые сотрудники Los Angeles Times негативно отзывались о деятельности дочери Патрика, Ники Сунсюн, которая по их словам вмешивалась в деятельность редакции, продвигая свои взгляды. В 2023 году Патрик Сунсюн продал The San Diego Union-Tribune. В октябре 2024 года Патрик Сунсюн запретил Los Angeles Times продвигать кандидата в президенты США от демократов Камалу Харрис, из-за чего ряд сотрудников уволились в знак протеста. В ноябре того же года вся редакция газеты была уволена, а Патрик Сунсюн пообещал её «перерождение». В декабре Патрик объявил, что будет использовать ИИ для измерения предвзятости газеты, а также выразил желание привнести в колонку «мнения» больше консервативных голосов, что вновь вызвало волну увольнений и отзыва подписок.

## Личная жизнь
Патрик Сунсюн женат на бывшей актрисе Мишель Б. Чан, они имеют двоих детей, включая активистку Нику Сунсюн.
Сунсюн имеет гражданства Южной Африки и США.

### Комментарии
1. ↑  Также встречаются написания Сун-Шионг, Сун-Шион, Сун-Сионг, Сун-Шонг, Сунь-Шон, Синьсян, Суньсян и т.д.